# Người viết sách
Bookwriter (tạm dịch người viết sách) là một thành viên trong nhóm viết kịch bản của một nhà hát nhạc kịch, chuyên viết sách—cốt truyện của vở nhạc kịch, sự phát triển của các nhân vật, và cấu trúc kịch. Về bản chất, người viết sách chính là người viết kịch bản của vở nhạc kịch đó. Họ cộng tác rất chặt chẽ với người viết lời bài hát và nhà soạn nhạc nhằm tạo ra một vở kịch thống nhất.
Có một sự nhận thức không chính xác thường gặp rằng người viết sách chỉ đơn thuần viết các đoạn đối thoại; mặc dù trong cuốn sách đó có chứa lời nói của vở nhạc kịch, nhưng thật ra họ còn làm nhiều hơn thế, họ xác định và tổ chức các hành động của nhân vật trong cả vở kịch, trong đó có cả các hành động đã được nhà soạn nhạc "nhạc hoá". Cho dù là các vở nhạc kịch "sung-through" (không có đoạn đối thoại bằng lời nói nào, toàn bộ là qua các bài hát), "có chất opera," hay "through-composed" (các bài hát được thể hiện liên tục, không bị các lời đối thoại nói gián đoạn), nếu có dù chỉ một chút lời nói nào, đều cần có sự đóng góp của người viết sách; và điều tương tự với các vở nhạc kịch có nhiều cảnh đối thoại lớn.
Người viết sách đôi khi cũng chính là người viết lời bài hát, nhà soạn nhạc hay đạo diễn của vở nhạc kịch đó.